# Micropsyche
Micropsyche is een geslacht van vlinders uit de familie van de Lycaenidae, de kleine pages, vuurvlinders en blauwtjes. De wetenschappelijke naam en de beschrijving van dit geslacht werden voor het eerst in 1981 gepubliceerd door Rudi Mattoni. 
Dit geslacht is monotypisch, dat wil zeggen dat het maar één soort heeft namelijk Micropsyche ariana Mattoni, 1981 uit Afghanistan.